# Skjutbaneberget
Skjutbaneberget är ett naturreservat i Nordmalings kommun i Västerbottens län.
Området är naturskyddat sedan 2016 och är 60 hektar stort. Reservatet består av gammal tallskog på sandmark.